# Human Design
Human Design ist die Bezeichnung für ein esoterisches Konzept, das ein nicht-psychologisches persönlichkeitsdiagnostisches System sein möchte, welches die individuellen Dispositionen eines Menschen über den Zeitpunkt der Geburt definiert. Mit dem Zeitpunkt der Geburt ist dabei jener Moment gemeint, in dem das Kind zum ersten Mal räumlich von der Mutter getrennt ist.
Human Design verarbeitet Elemente der esoterischen Systeme Astrologie, I Ging, Chakrenlehre und Kabbala. Zudem behauptet Human Design, wissenschaftliche Erkenntnisse aus den Bereichen Genetik, Astronomie, Quantenphysik und Biochemie zu berücksichtigen. In der Wissenschaft findet Human Design allerdings keine Anerkennung.

## Geschichte
Alan Robert Krakower (1948–2011) veröffentlichte 1992 das Buch The Human Design System unter dem Pseudonym Ra Uru Hu. 1987, als das Licht der Supernova SN 1987A nach rund 157.000 Jahren die Erde erreichte, hatte er nach eigenen Angaben im Zuge einer mystischen Erfahrung die Eingebung einer außersinnlichen Intelligenz erfahren, die er „die Stimme“ nannte. Human Design soll demnach als Methode zur Selbst- und Fremdwahrnehmung ohne religiöse Zugehörigkeit dienen.

## Hintergrund
Laut Krakower wird das Human Design dadurch festgelegt, dass Neutrinos unsere Gene zum Zeitpunkt unserer Geburt und am 88. Tag – dem Tag, an dem nach seinen Vorstellungen die Seele in den Körper gelangt – prägen. Der 88. Tag bezieht sich auf die Umlaufzeit des Merkurs um die Sonne. Diese Prägung schaffe den „energetischen Hintergrund“ für das individuelle Human-Design-Diagramm, aus dem alles interpretiert wird.

## Analyse und Aufbau
Die Erkenntnisse zu jeder Person werden in die Rave Körpergrafik und in das Rave Mandala integriert. Der innere Kreis des Rave Mandalas basiert auf dem astrologischen Rad der zwölf Sternzeichen, mittels welchem der Stand von 13 Planeten zum individuellen Geburtszeitpunkt abgebildet wird. Jeder Zeitpunkt ist eindeutig durch ein einmaliges Muster der Planetenstellung definiert. Zur Erstellung einer Körpergrafik werden die Positionen von folgenden Himmelskörpern und Himmelspunkten mit einbezogen: Sonne, Erde, Mond, nördlicher und südlicher Mondknoten, Merkur, Venus, Mars, Jupiter, Saturn, Uranus, Neptun und Pluto. Außer der Planetendeutung hat das Human Design nichts mit der Astrologie zu tun, es erfolgt keine Deutung der Sternzeichen oder der astrologischen Aszendenten und Häuser. Es wird nur von einem Einfluss der Planetenstellung zum Zeitpunkt der Geburt auf persönliche Dispositionen ausgegangen.
Das Rave Mandala bildet die Vierundsechzig Hexagramme des I Gings ab. Diese 64 Hexagramme werden durch die im mittleren Kreis abgebildeten Tore den zwölf Sternzeichen zugeordnet. Jedes Tor wird dabei wieder in sechs Facetten unterteilt, um eine Person noch differenzierter darstellen zu können. Aus dem Mandala wird eine Körpergrafik durch einen Computer errechnet. Der Computer berechnet, in welchem der 64 Tore sich die 13 Planeten zum Geburtszeitpunkt befunden haben und erfasst dadurch, welche Tore bzw. Eigenschaften bei einem Individuum aktiviert sind – jedes Tor, in dem ein Planet zum Geburtszeitpunkt stand, wird als aktiviert bezeichnet.

### Typen
Das Human Design unterteilt die Menschen anhand deren Geburtsdaten in vier Grundtypen. Je nachdem, welche und wie viele der neun Zentren definiert oder offen sind, erfolgt hiernach die Zuteilung. Diese Urtypen definieren dabei, auf welche Energien und persönliche Eigenschaften das Individuum sich im Alltag verlassen kann und wie konkrete Entscheidungen korrekt und dauerhaft funktionieren.

#### Generator
Generatoren machen 70 % der Bevölkerung aus. Sie haben viel Kraft und sind in der Lage, dauerhaft zu arbeiten. Sie sind nicht dazu geschaffen, Handlungen zu initiieren, sondern auf Taten anderer zu reagieren.

#### Manifestor
8 % der Bevölkerung sind Manifestoren. Der Manifestor ist der einzige der vier Typen, der speziell zum Agieren geschaffen worden ist und unabhängig von anderen handeln kann bzw. sich nicht einschränken lässt.

#### Reflektor
Nur etwa 1 % der Bevölkerung sind Reflektoren. Sie haben keines ihrer neun Zentren definiert. Die offenen Zentren beschreiben dahingehend das, was man nicht ist bzw. einen nicht von anderen unterscheidet.

#### Projektor
Der Projektor macht 21 % der Bevölkerung aus. Der Projektor hat keine dauerhafte Energie und Arbeitsfähigkeit und ist nicht da, um nur zu arbeiten. Projektoren sollten nicht arbeiten, um Unmengen an Energie zu demonstrieren, sondern um ihren Job so effizient und vor allem intelligent wie möglich zu machen.

#### Manifestierender Generator
Etwa 2015 wurde angeblich der Manifestierende Generator (MG) entdeckt, er ist so konzipiert, dass er auf das Leben reagiert, bevor er Energie einführt. Entsprechend änderten sich die Verhältnisse wie folgend:
- Manifestor = 9 %
- Manifestierender Generator = 32 %
- Generator = 36 %
- Reflektor = 1 %
- Projektor = 22 %

### Profil
Es gibt insgesamt zwölf verschiedene Profile, welche die vier Grundtypen überlagern und näher beschreiben. Ein Profil setzt sich immer aus den individuellen Linien der bewussten und unbewussten Sonnenposition zusammen. Jedem Individuum wird ein Profil zugeordnet, das die grundsätzliche Art zeigt, wie jemand durch das Leben geht.
Diese Profile sind im Folgenden:
- Profil 1/3 Entdecker/Märtyrer, Menschen, die aus ihren Fehlern lernen und dadurch schließlich Sicherheit im Leben finden. Lebenslange Studenten des Lebens.
- Profil 1/4 Forscher/Opportunist, Menschen, die sehr stabile Freundschaften brauchen, um ihre tiefsten (und manchmal seltsamen) Leidenschaften zu teilen.
- Profil 2/4 Einsiedler/Opportunist, äußerst zurückgezogene Menschen mit einer versteckten Mission im Leben. Sie können einen plötzlich überraschen.
- Profil 2/5 Einsiedler/Ketzer, Menschen die andere auf vielen Ebenen verführen und es meistens gar nicht bemerken.
- Profil 3/5 Märtyrer/Ketzer, die wahren Rebellen, immer auf der Flucht vor etwas. Sie sind wunderbare Problemlöser.
- Profil 3/6 Märtyrer/Vorbild, Menschen die dazu da sind, mit Hilfe der Weisheit aus ihren eigenen Fehlern andere zu führen.
- Profil 4/6 Opportunist/Vorbild, Objektive Zeugen die ihre sozialen Fähigkeiten dazu benutzen, andere zu lehren und zu beeinflussen.
- Profil 4/1 Opportunist/Forscher, Menschen die ihr Wesen weder ändern können noch werden. Großartige Lehrer.
- Profil 5/1 Ketzer/Forscher, Menschen die in Zeiten der Krise praktische Lösungen bringen können. Ein tiefes Bedürfnis nach Zurückgezogenheit.
- Profil 5/2 Ketzer/Einsiedler, Menschen von denen viel erwartet wird, die aber lieber in Ruhe gelassen werden möchten. Sie müssen sich selbst motivieren.
- Profil 6/2 Vorbild/Einsiedler, Rollenvorbilder für andere. Sie müssen auf der Hut sein, um einflussreich zu bleiben.
- Profil 6/3 Vorbild/Märtyrer, Menschen die besser einen gesunden Sinn für Humor über sich selbst entwickeln sollten. Sie schließen das Chaos in die Arme.

## Wissenschaftliche Rezeption
Eine Studie der Universität Wien konnte 2012 den Barnum-Effekt bei der Human-Design-Lehre bestätigen. Die Charakterisierung der teilnehmenden Individuen mittels Methoden der Human-Design-Lehre konnte mit dem Persönlichkeitsfragebogen NEO PI-R nicht validiert werden. Human Design erfüllt die Gütekriterien der DIN 33430 nicht.